# الجراح تدل علينا
الجراح تدل علينا (مجموعة قصصية) للكاتب الفلسطيني زياد خداش. صدرت عن دار المتوسط للنشر ضمن سلسة براءات، في ميلانو، عام 2023. تتكون المجموعة من 116 صفحة و42 قصة قصيرة، صوّر فيها الكاتب الواقع الفلسطيني واستعرض معاناتهم اليومية تحت الاحتلال، والصراع القائم في الهوية والذاكرة، وقضايا إنسانية وسياسية واجتماعية. ترجمت المجموعة إلى اللغة الإنجليزية.

## الأسلوب الأدبي
تميز الكتاب بالأسلوب السردي الذي دمج فيه زياد بين الخيال والسيرة الذاتية، حيث برزت شخصية زياد خداش في النصوص بصورة واضحة، ويركز الكاتب إيصال المشاعر بلغته البسيطة، مما يتشكل لدى القارئ صراع داخلي يدمج بين الأمل والإنتماء والثقافة والموت، ويثير الجدل بين الشك واليقين.

## المحتويات
يبدأ خداش المجموعة بقصة رجال غرباء، والتي يظهر فيها طفلة يهودية تسكن مع جدتها في أحد البيوت الفلسطينية التي تم تهجير أهلها منها، فتسأل الطفلة عن أناس غرباء يتوافدون كل يوم إلى المنزل ويلتقطون الصور له، فتجيبها الجدة بأنهم لصوص، وبهذا يظهر المحاولة الصهيونية الدائمة في تزييف التاريخ الفلسطيني، ويحتوي على قصة وردة الواتس أب التي تطرح مفهوم الصرامة الشديدة في القيم وكيف يمكن أن يذهب بصاحبه لطرق غير واقعية وسيئة، كالرجل الذي أرسل لموظفه وردة برسالة على الواتس أب ثم فكر بالانتحار بسبب ذلك، وفي قصة الحقيبة ليست لي يسرد الألم الفلسطيني في رفض استيعاب الظلم، وغيرها من القصص، كقصة وكلها كانت أبي، والغارقون بالضحك. لا يناقش الكاتب فترة زمنية محددة في حياة الفلسطينين، حيث إن المواضيع التي يطرحها الكتاب تُظهر الصراع الفلسطيني في مختلف مستوياته فيما عاشه الشعب الفلسطيني منذ النكبة إلى اليوم.